# Leges Genuciae
Die leges Genuciae waren durch den Volkstribun Lucius Genucius eingebrachte Gesetze aus dem Jahr 342 v. Chr.
Die Plebiszite regelten mehrere Sachverhalte. So verbot eine der gesetzlichen Maßnahmen die wiederholte Ämterausübung (Iteration). Bewerbungen ex tribunatu waren damit beispielsweise nicht mehr zulässig. Mit der Verfassungsreform Sullas (82 v. Chr.) bedeutete dies sogar, dass zwischen zwei Amtsperioden im gleichen Amt 10 Jahre liegen mussten. Dies galt für alle Magistraturen, erlangte bei den amtierenden Tribunenkollegien praktisch aber keine Bedeutung, da der Plebs auch die Ämter des Gesamtvolkes zugänglich geworden waren und Wiederwahlen damit uninteressant.
Weitere Maßnahmen regelten das Zinsverbot und das Verbot, zwei Ämter gleichzeitig auszuüben. Beide Konsuln durften fortan Plebejer sein. 